# Франція на літніх Олімпійських іграх 1896
Франція вперше брала участь на літніх Олімпійських іграх 1896 і була представлена 12 спортсменами в шести видах спорту. За результатами змагань команда зайняла четверте місце в загальнокомандному медальному заліку.

## Медалісти

### Золото
| Золото |                   |                            |
| №      | Спортсмени        | Вид спорту (дисципліна)    |
| 1      | Поль Массон       | Велоспорт (спринт)         |
| 2      | Поль Массон       | Велоспорт (гіт на 333,3 м) |
| 3      | Поль Массон       | Велоспорт (10 кілометрів)  |
| 4      | Леон Фламан       | Велоспорт (100 кілометрів) |
| 5      | Ежен-Анрі Гравлот | Фехтування (рапіра)        |

### Срібло
| Срібло |                   |                                     |
| №      | Спортсмени        | Вид спорту (дисципліна)             |
| 1      | Леон Фламан       | Велоспорт (10 кілометрів)           |
| 2      | Александр Тюффері | Легкая атлетика (потрійний стрибок) |
| 3      | Анрі Калло        | Фехтування (рапіра)                 |
| 4      | Жан Перроне       | Фехтування (рапіра серед маестро)   |

### Бронза
| Бронза |                 |                                     |
| №      | Спортсмени      | Вид спорту (дисципліна)             |
| 1      | Леон Фламан     | Велоспорт (спринт)                  |
| 2      | Альбін Лермюзьє | Легка атлетика (біг на 1500 метрів) |

## Результати змагань

### Велоспорт
| Змагання       | Спортсмени  | Фінал     | Фінал |
| Змагання       | Спортсмени  | Результат | Місце |
| -------------- | ----------- | --------- | ----- |
| Спринт         | Поль Массон | 4:58,2    | 1     |
| Спринт         | Леон Фламан | невідомий | 3     |
| Гіт на 333,3 м | Поль Массон | 24,0 с    | 1     |
| Гіт на 333,3 м | Леон Фламан | 27,0 с    | 5     |
| 10 кілометрів  | Поль Массон | 17:54,2   | 1     |
| 10 кілометрів  | Леон Фламан | 17:54,8   | 2     |
| 100 кілометрів | Леон Фламан | 3:08:19,2 | 1     |

### Легка атлетика
| Змагання               | Спортсмени        | Попередній раунд | Попередній раунд | Фінал        | Фінал      |
| Змагання               | Спортсмени        | Результат        | Місце            | Результат    | Місце      |
| ---------------------- | ----------------- | ---------------- | ---------------- | ------------ | ---------- |
| 100 метрів             | Альфонс Грізель   | невідомий        | 4                | не пройшов   | не пройшов |
| 400 метрів             | Альфонс Грізель   | невідомий        | 3-4              | не пройшов   | не пройшов |
| 400 метрів             | Франц Рейшель     | невідомий        | 3                | не пройшов   | не пройшов |
| 800 метрів             | Альбін Лермюзьє   | 2:16,6           | 1                | не стартував | —          |
| 800 метрів             | Георг де ла Нізьє | невідомий        | 3                | не пройшов   | не пройшов |
| 1500 метрів            | Альбін Лермюзьє   |                  |                  | невідомий    | 3          |
| Марафон                | Альбін Лермюзьє   |                  |                  | DNF          | —          |
| 110 метрів з бар'єрами | Франц Рейшель     | невідомий        | 2                | не стартував | —          |
| Стрибки в довжину      | Альфонс Грізель   |                  |                  | невідомий    | 5-9        |
| Стрибки в довжину      | Александр Тюффері |                  |                  | невідомий    | 5-9        |
| Потрійний стрибок      | Александр Тюффері |                  |                  | 12,70 м      | 2          |
| Метання диска          | Альфонс Грізель   |                  |                  | невідомий    | 5-9        |

### Спортивна гімнастика
| Змагання         | Спортсмени      | Фінал |
| ---------------- | --------------- | ----- |
| Паралельні бруси | Альфонс Грізель | 3-18  |

### Стрільба
| Змагання                        | Спортсмен       | Фінал     | Фінал |
| Змагання                        | Спортсмен       | Результат | Місце |
| ------------------------------- | --------------- | --------- | ----- |
| Армійська гвинтівка, 200 метрів | Альбін Лермюзьє | невідомий | 14-41 |

### Теніс
| Змагання         | Спортсмени | Перший раунд                      | Другий раунд       | Півфінал           | Фінал              |
| Змагання         | Спортсмени | Суперник Результат                | Суперник Результат | Суперник Результат | Суперник Результат |
| ---------------- | ---------- | --------------------------------- | ------------------ | ------------------ | ------------------ |
| Одиночний розряд | Ж. Деферт  | Діонісіос Касдагліс (GRE) програв | не пройшов         | не пройшов         | не пройшов         |

### Фехтування
| Змагання | Спортсмен         | Груповий етап | Груповий етап | Груповий етап | Груповий етап | Груповий етап | Фінал                     | Підсумкове місце |
| Змагання | Спортсмен         | У             | ПУ            | В             | П             | Місце         | Фінал                     | Підсумкове місце |
| -------- | ----------------- | ------------- | ------------- | ------------- | ------------- | ------------- | ------------------------- | ---------------- |
| Рапіра   | Ежен-Анрі Гравлот | 9             | 5             | 3             | 0             | 1 група B     | Анрі Калло виграв         | 1                |
| Рапіра   | Анрі Калло        | 9             | 4             | 3             | 0             | 1 група A     | Ежен-Анрі Гравлот програв | 2                |
| Рапіра   | Анрі Делаборд     | 5             | 7             | 1             | 2             | 3 група A     | не пройшов                |                  |

| Результати групи A | Результати групи A                      | Результати групи A | Результати групи A                   |
| Поєдинок           | Переможець                              | Рахунок            | Переможений                          |
| ------------------ | --------------------------------------- | ------------------ | ------------------------------------ |
| 1                  | [Періклес П'єракос-Мавроміхаліс]] (GRE) | 3-1                | Анрі Делаборд (FRA)                  |
| 2                  | Анрі Калло (FRA)                        | 3-2                | Іоанніс Пулос (GRE)                  |
| 4                  | Анрі Калло (FRA)                        | 3-1                | Анрі Делаборд (FRA)                  |
| 5                  | Анрі Калло (FRA)                        | 3-1                | Періклес П'єракос-Мавроміхаліс (GRE) |
| 6                  | Анрі Делаборд (FRA)                     | 3-1                | Іоанніс Пулос (GRE)                  |

| Результати групи B | Результати групи B      | Результати групи B | Результати групи B                   |
| Поєдинок           | Переможець              | Рахунок            | Переможений                          |
| ------------------ | ----------------------- | ------------------ | ------------------------------------ |
| 2                  | Ежен-Анрі Гравлот (FRA) | 3-2                | Атанасіос Вурос (GRE)                |
| 4                  | Ежен-Анрі Гравлот (FRA) | 3-2                | Константінос Комнінос-Міліотіс (GRE) |
| 5                  | Ежен-Анрі Гравлот (FRA) | 3-1                | Георгіос Балакакіс (GRE)             |

| Змагання             | Спортсмен   | Рахунок | Суперник              | Місце |
| -------------------- | ----------- | ------- | --------------------- | ----- |
| Рапіра серед маестро | Жан Перроне | 1-3     | Леонідас Піргос (GRE) | 2     |